# Torsten Brodén
Torsten Brodén, född 16 december 1857 i Skara, död 6 juli 1931 i Lund, var en svensk matematiker. Han var son till Carl Johan Brodén.
Brodén blev student vid Uppsala universitet 1877 och vid Lunds universitet 1879, blev filosofie kandidat vid Lunds universitet 1881, filosofie licentiat 1886, filosofie doktor och docent samma år. Han var lektor i Helsingborg 1904–1906 och professor i matematik vid Lunds universitet 1906–1922. Efter undersökningar inom den allmänna teorin för reella funktioner sysslade Brodén senare med frågor av mängdteoretisk och matematisk-filosofisk art, såsom induktionsbevisets natur och giltighet. I Det nittonde århundradet (1922) gav Brodén en längre skildring av de matematiska vetenskapernas utveckling under de gångna århundradena. Han blev ledamot av Fysiografiska sällskapet i Lund 1894 och var censor vid studentexamina 1907–1909.